# 数字聚合酶链式反应
数字聚合酶链式反应（数字PCR、dPCR或dePCR）。是对常规聚合酶链式反应方法的生物技术改良，可被用来直接定量和克隆扩增核酸。dPCR和qPCR的主要差异在于测量核酸的方法，前者比PCR更精确，但新手也更容易造成差错。 PCR每个样品进行一个反应。dPCR也是每个样品进行一个反应，但样品被分散成很多液滴而且反应在每个液滴里单独进行。这个分离可以更可靠地收集和更敏感地测量核酸含量。已经证明这个方法可以研究基因顺序的变异——比如拷贝数变异和点突变。

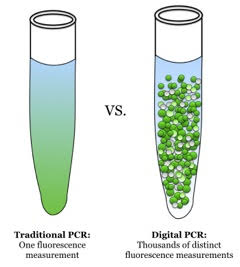

## 数字PCR(dPCR)与实时PCR(qPCR)的比较
因每个微滴里只有一个分子，数字PCR测量的是靶DNA的实际分子数，这是一种离散的数字测量。
它提供绝对定量，因为 dPCR 测量的是样本的阳性部分，即由于正确扩增而发出荧光的液滴数。该阳性部分准确地指示了模板核酸的初始量。同样，qPCR 利用荧光；然而，它测量的是特定时间（通常在每个扩增循环后）的荧光强度来确定目标分子（DNA）的相对量，但如果不使用不同量的既定标准品构建标准曲线，则无法确定确切量。它给出了每个循环的阈值 (CT)，并使用 CT 差来计算初始核酸的量。因此，qPCR 是一种模拟测量，由于需要进行外推才能获得测量值，因此可能不那么精确。
dPCR 测量扩增完成后的 DNA 量，然后确定重复次数。这代表终点法测量，因为它需要在实验完成后观察数据。相比之下，qPCR 记录扩增过程中特定时间点 DNA 的相对荧光，这需要在实验过程中暂停。理论上，qPCR 的这种“实时”特性可能会因实验停止而影响结果。然而，在实践中，大多数 qPCR 热循环仪会在退火/延伸步骤结束时非常快速地读取每个样本的荧光，然后再进行下一个熔化步骤，这意味着这种假设性担忧实际上并不适用于绝大多数研究人员。dPCR 通过测量终点 PCR 循环的产物来测量扩增，因此不易受到因存在 PCR 抑制剂或引物模板错配而导致扩增效率受损而产生的伪影的影响。
实时数字 PCR (rdPCR) 结合了数字 PCR (dPCR) 和定量 PCR (qPCR) 的方法，将 dPCR 的精确度与 qPCR 的实时分析能力相结合。这种整合旨在提高灵敏度、特异性以及核酸序列绝对定量的能力，从而有助于科学和临床研究中遗传物质的定量分析。
qPCR 无法区分小于两倍的基因表达差异或拷贝数变异。而 dPCR 具有更高的精确度，已被证明可以检测出小于 30% 的基因表达差异，区分仅相差 1 个拷贝的拷贝数变异，并识别频率低于 0.1% 的等位基因。